# Всесвітня виставка 1862
Всесві́тня ви́ставка 1862 ро́ку — друга всесвітня виставка, що відбулася в Лондоні від 1 травня по 1 листопада 1862 року, поруч зі садами Королівського садівничого товариства в Південному Кенсінгтоні, де нині розташовується кілька музеїв, серед них — музей природознавства і музей науки.

## Підготовка
Британську промисловість уразила економічна криза 1857—1858 років, яка набула характеру всесвітньої. У 1861—1862 роках настала глибока депресія. Це сталося в дні виставки 1862 року. Ось свідчення сучасника, написане в день її відкриття:
Справи дуже погані… Манчестер зовсім у крайності. Ланкашир зовсім знемагає. Треба ж так, щоб свято промисловості святкувалося саме в ту годину, коли промисловість зазнає тяжкої кризи.
Громадянська війна в США, що почалася 1861 року, призвела до призупинення надходження американської бавовни до Англії. Це викликало масові закриття бавовняних фабрик. Але англійське керівництво зробило все, щоб виставка відбулася.

## Організація

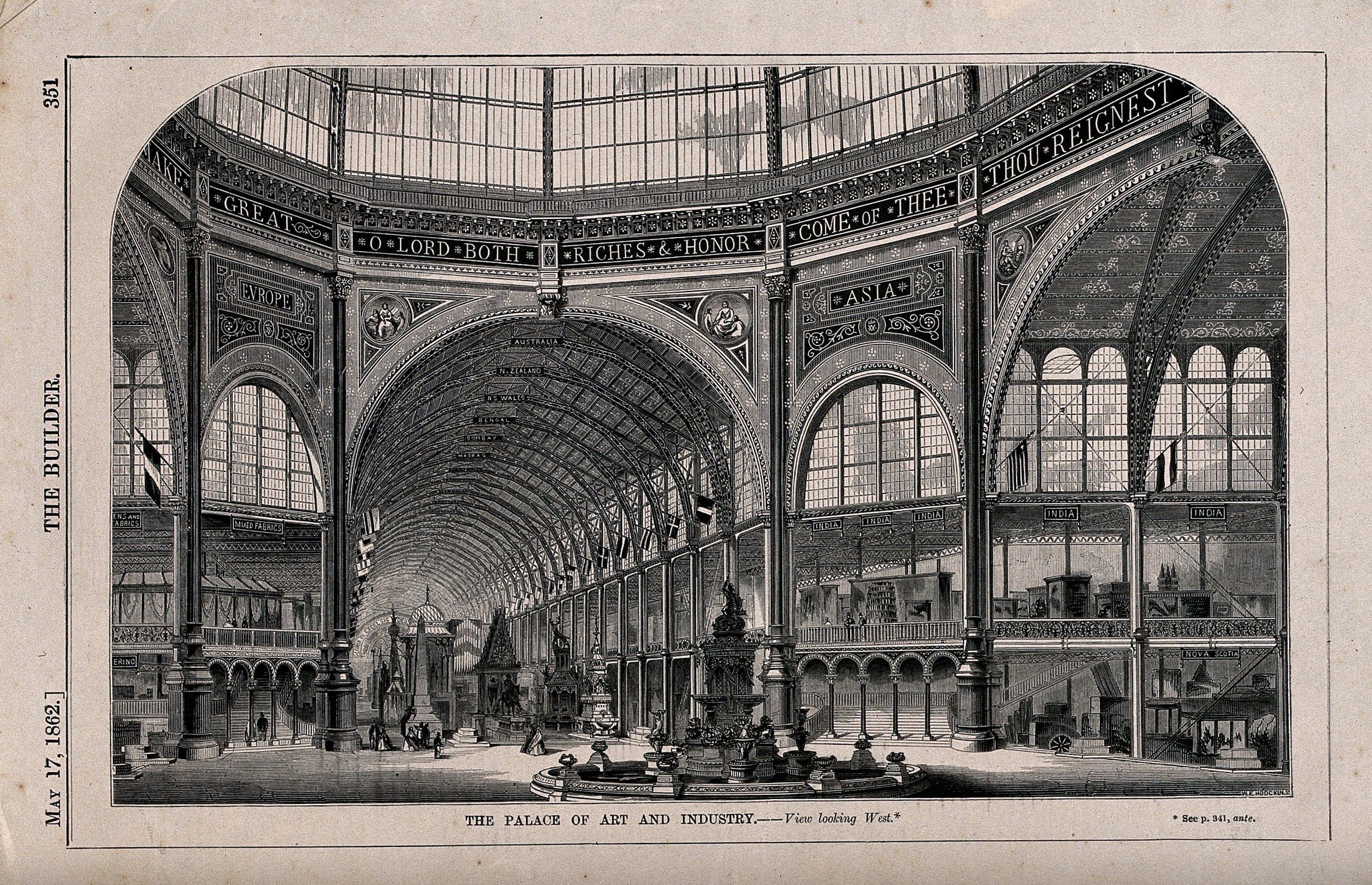
Інтер'єр Палацу мистецтв і промисловості

У виставці взяли участь понад 28 000 учасників з 36 країн, за винятком США, яким завадила громадянська війна. Відділи виставки (всього 25) створювали за принципом «одна країна — один відділ». Однак під експонати Англії відводилося шість відділів (від 20 до 25). Найбільша англійська експозиція займала більше половини виставкової площі (більше 10 тис. експонентів, зокрема близько 700 — з колоній). Наступною за площею була експозиція Франції — близько 13,5 тис. м2 і більше 3500 виробників. Серед найбільших експонентів виставки були Німеччина (Німецький митний союз — Пруссія та ін.) — 7,7 тис. м2, Австро-Угорщина і Бельгія — близько 5,0 тис. м2 кожна, Росія та Італія — понад 1,7 тис. м2 кожна. Решта країн займали менше 1000 м2 (Швейцарія, Швеція, Норвегія, Данія, Нідерланди, Іспанія, Португалія, Рим, Греція, Туреччина, Єгипет, Туніс, Коста-Рика, Гватемала, Бразилія, Еквадор, Перу, Уругвай, Венесуела, Боснія).
Місцем виставки обрано Південний Кенсінгтон у Лондоні, де сьогодні стоїть музей природознавства. Будівництво цегляних будівель (з використанням 12 000 тонн чавуну) на 21 га обійшлася в £300 тисяч, виручених зі Всесвітньої виставки 1851 року. Будівлю звели за 12 місяців, коштувала вона більше 2,5 млн фунтів стерлінгів. Художні галереї зайняли три боки південної зони, де особливу увагу приділили освітленню, щоб не допустити відблисків. Слідом йшли «Виробничі будівлі», об'єднані під скляними куполами 45×80 м — найграндіознішими на той момент. Фахверкова «Машинна галерея» була єдиною будівлею, пізніше перенесеною на Прінс-Консорт-Роуд.
Ротонду, що підтримувала скляний купол, увінчувало гасло: 
О Боже! Від тебе сходять на Землю багатства і слава. Ти царюєш над усім, у правиці Твоїй полягає могутність і сила, і тільки ти один можеш зробити людину великою!
Виставку відкрито 1 травня 1862 року. Королеву Вікторію представляв її кузен герцог Кембриджський. Вступні слова вимовив граф Гранвілл, який очолював групу організаторів заходу.
1 листопада 1862 року відбулася офіційна церемонія закриття, проте виставка для відвідувачів залишалася відкритою до 15 листопада 1862 року. Виставку відвідали близько 6,1 млн осіб із запланованих 11 млн.
Парламент відхилив пропозицію уряду придбати будівлі виставки, які пізніше продано й використано в будівництві палацу Александри.

## Експонати

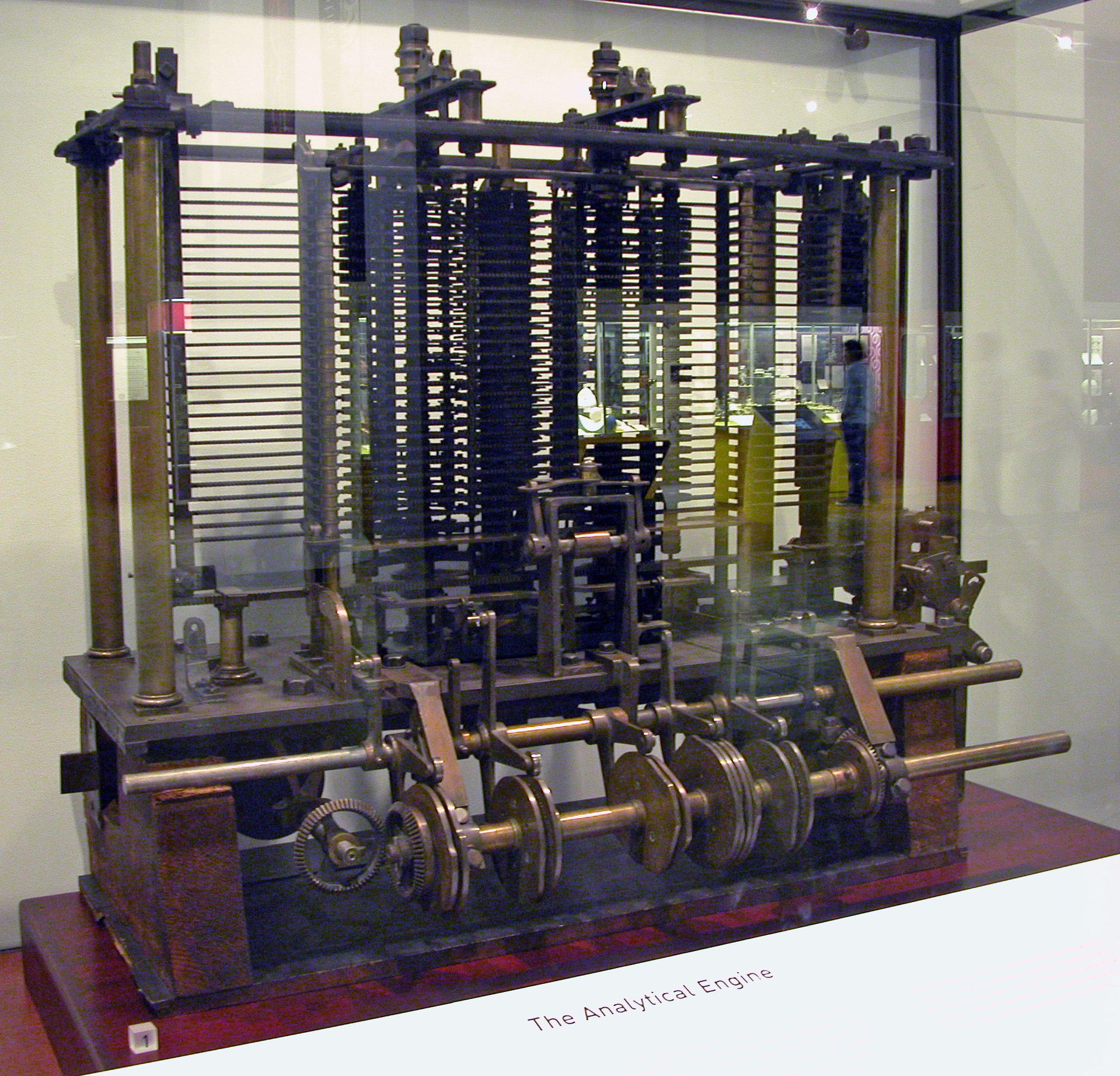
Обчислювальна машина Беббіджа

На виставці представлено 29800 експонатів. Вона демонструвала успіхи промислової революції після Всесвітньої виставки 1851 року. Серед експонатів відзначено електричний телеграф, підводний комунікаційний кабель, пластик, ткацькі та інші верстати, обчислювальну машину Беббіджа, бавовняну прядильню. На виставці демонструвалося застосування гуми і бесемерівський процес у сталеливарному виробництві. Сенсацію викликав прототип холодильника.
Була також низка менш масштабних товарів: тканини, килими, скульптури, меблі, посуд, порцеляна, вироби зі срібла і скла, шпалери.

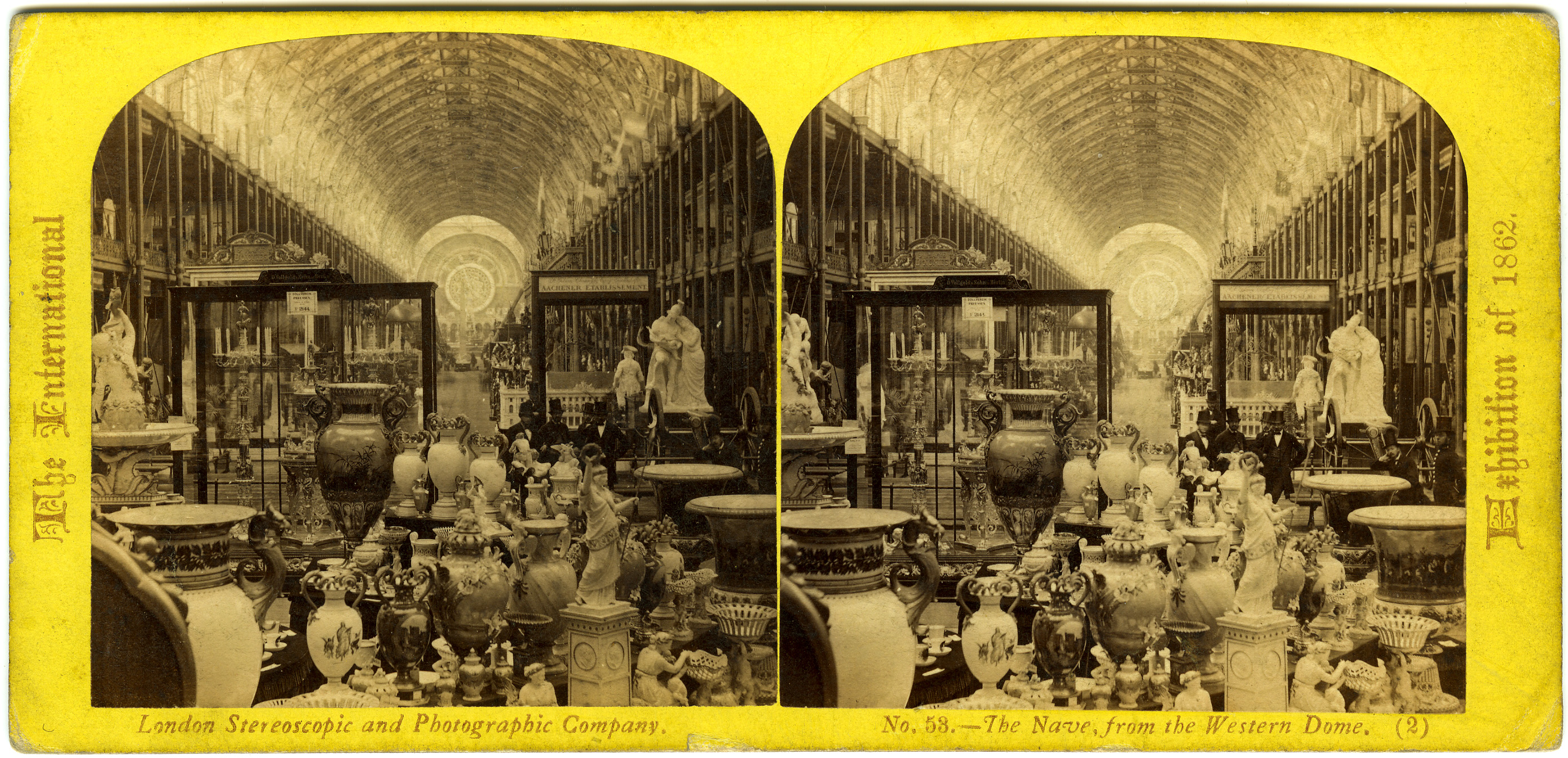
Нава західної галереї. Стереозображення 1862 року

Художня виставка вперше проводилася повномасштабно, окремо від промислових експонатів. Свої художні роботи представив Вільям Морріс. Уперше за всю історію виставок свої картини представила Туреччина: син турецького посла Пол Мусурус-Бей (1840—1927) виставив портрети і картини повсякденного турецького життя.
Бенджамін Сімпсон продемонстрував фотокартки народов Індії.

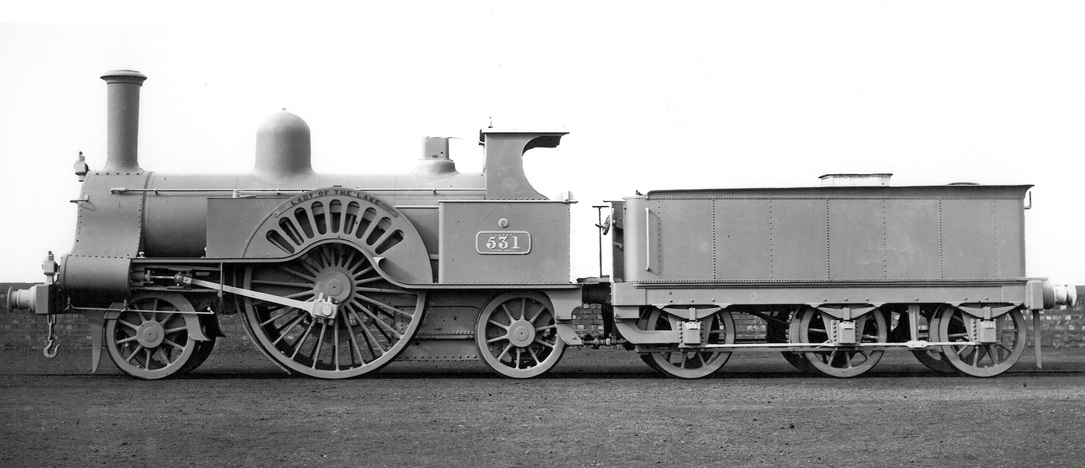
Локомотив «Дама озера» № 531 справив враження на виставці

ХарківськійВільям Інґланд зробив 350 стереозображень виставки для Лондонської стереоскопічної компанії. При цьому він використав новий колодієвий процес. Ці знімки продавали охочим у коробках, а спеціальний посланець доставив їх королеві, яка змогла оцінити виставку, не зупинивши свого трауру за чоловіком.
Лондонська залізнична компанія представила пасажирський Експрес № 531 «Пані озера» (англ. Lady of the Lake). Його «побратим» — локомотив № 229 Watt того ж року став відомим через випадок зі судном Trent. «Пані озера», що отримала на виставці бронзову медаль, стала настільки популярною, що весь клас локомотивів почали називати «Панями озера».
Інженер-технолог мануфактурної ради Міністерства фінансів Російської імперії Микола Пилипович Лабзін повідомляв, що на виставці ніяких абсолютно нових механізмів не знайшлося, тому «в століття таких величезних успіхів машинної справи важко очікувати ще чогось нового, що могло б зробити переворот у промисловому світі». Але через кілька років з'явилися електродвигуни, і доба пари почала стрімко поступатися місцем новому виду енергії.
В цей же час тут пройшов міжнародний шаховий турнір 1862 року.
У середині виставки, 12 червня / 11 липня, кращим з більш ніж 25 тисяч її експонатів присуджено 7 тисяч медалей і 5300 почесних відгуків, що більше, ніж 1851 року, але менше, ніж на попередній Всесвітній виставці в Парижі. Оцінки проводилися за 36 категоріями (класами), на які поділили всі виставлені предмети.

## Музика
На відміну від Всесвітньої виставки 1851 року Королівське товариство мистецтв подбало про музичний супровід. Музичний критик Генрі Джолі рекомендував твори Вільяма Стерндейла Бернетта, Джакомо Меєрбера, Даніеля Обера і Джоаккіно Россіні. Останній вже не творив і тому відмовився від співпраці. Замість Россіні запросили Джузеппе Верді.
Вільям Стердейл Бернетт написавши «Оду на відкриття Всесвітньої виставки» (англ. Ode Written Expressly for the Opening of the International Exhibition) на слова Альфреда Теннісона, Меєрбер склав святковий марш «Fest-Ouvertüre im Marschstyl», а Обер — тріумфальний марш «Grand triumphal march». Ці три композиції у виконанні оркестру під керуванням Майкла Кости прозвучали на урочистому відкритті 1 травня 1862 року. Через політичний підтекст, що виражав позицію італійця-композитора, кантату Верді «Inno delle nazioni» не включили до програми відкриття. Вона прозвучала вперше 24 травня 1862 року в Театрі Її Величності.

## Події та видатні гості
На відкритті виставки 1 травня 1862 року один 70-річний член британського парламенту Роберт Еґліонбі Слейні впав із залізничної платформи. Попри забій, він продовжив огляд виставки, але помер від гангрени, яка розвилася від 19 числа.
Влітку на виставці побував Ф. М. Достоєвський, що вперше виїхав за кордон.
Російський педагог Василь Водовозов залишив опис педагогічного відділу, що вперше з'явився на Всесвітній виставці.

## Галерея

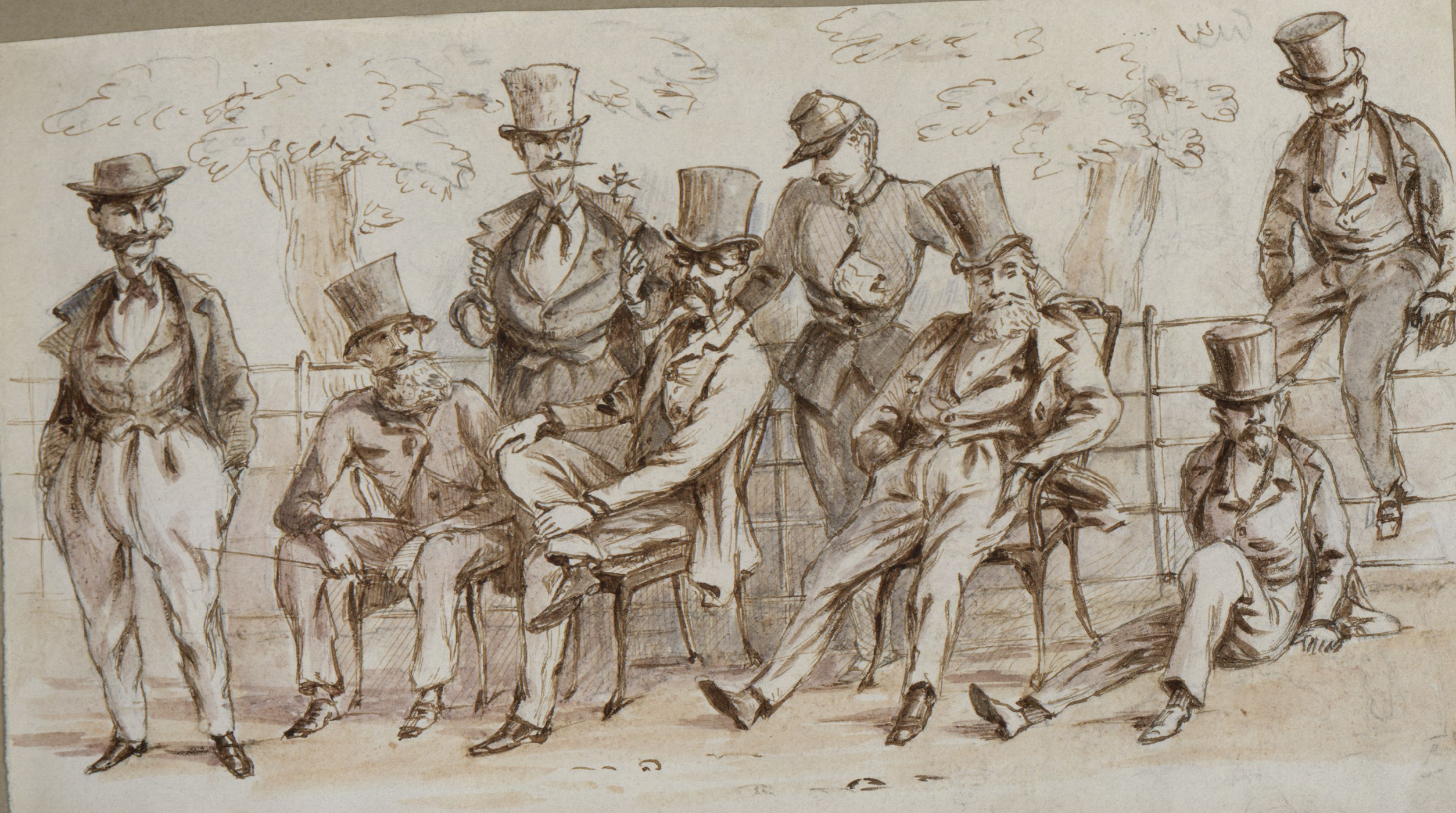
Іноземці на виставці. Сатира Френсіс Елізабет Вінн[en]
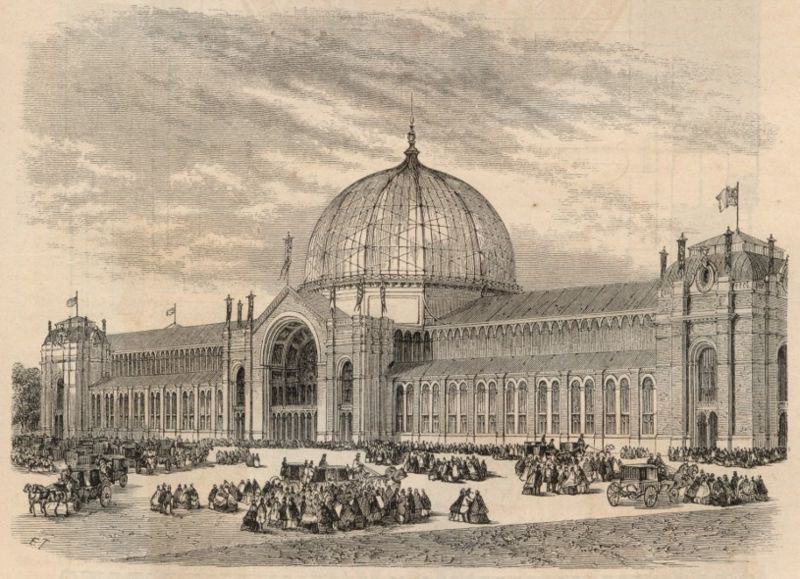
Західний Виставковий палац
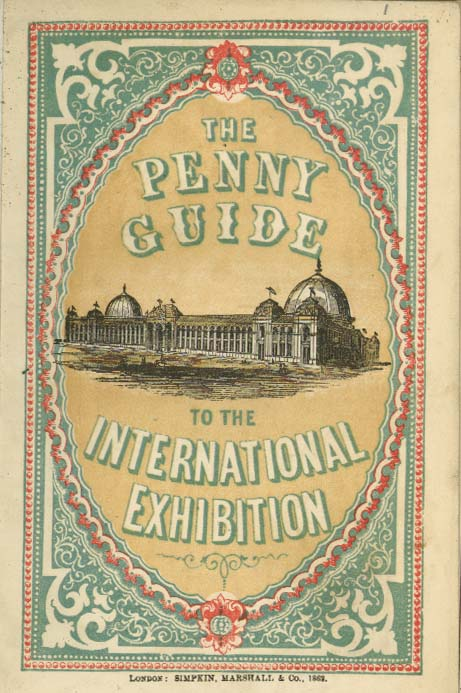
Обкладинка путівника виставкою
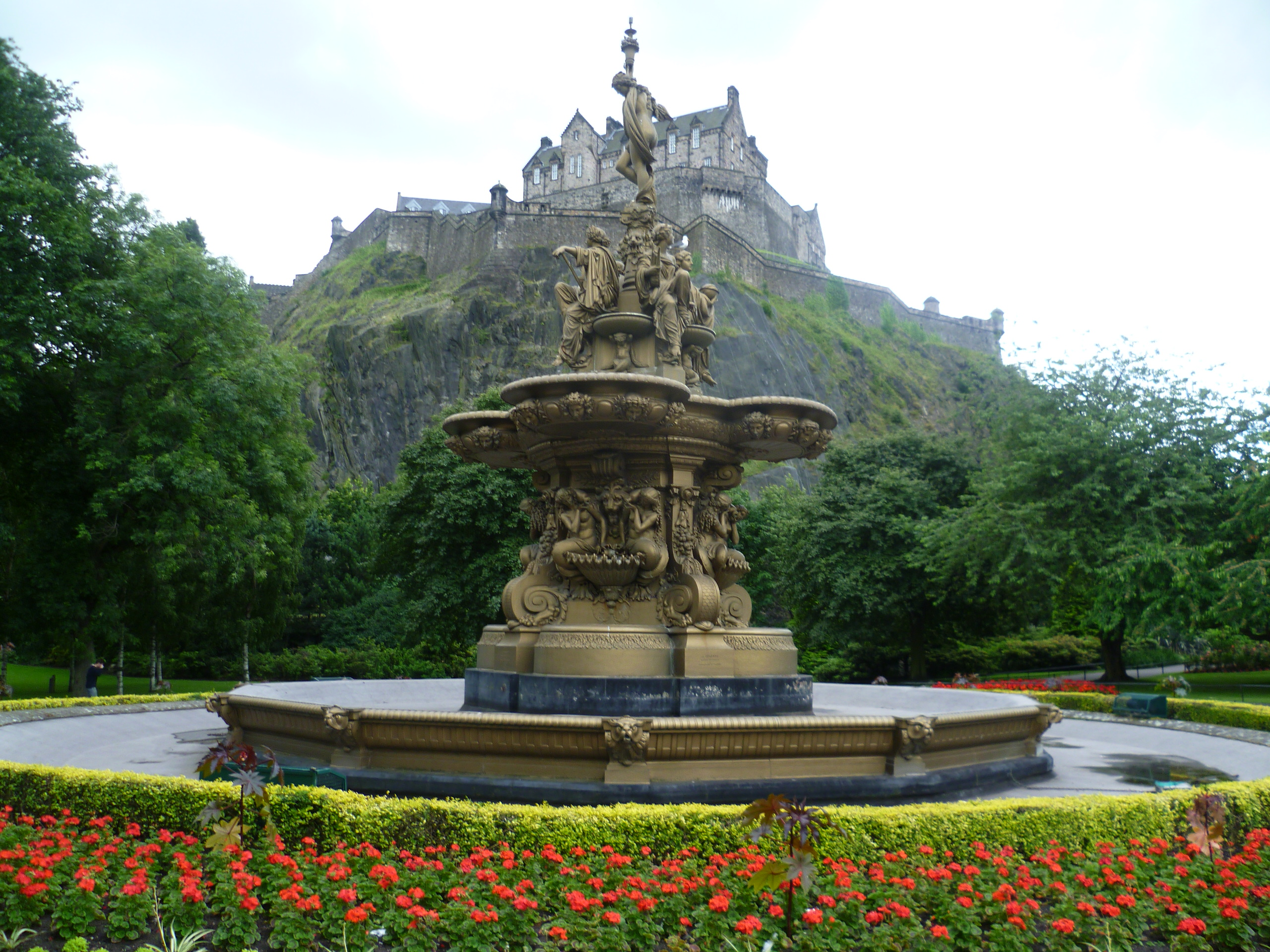
Фонтан Ross в Единбурзі, виготовлений у Парижі, виставлявся на Всесвітній виставці 1862 року в Лондоні
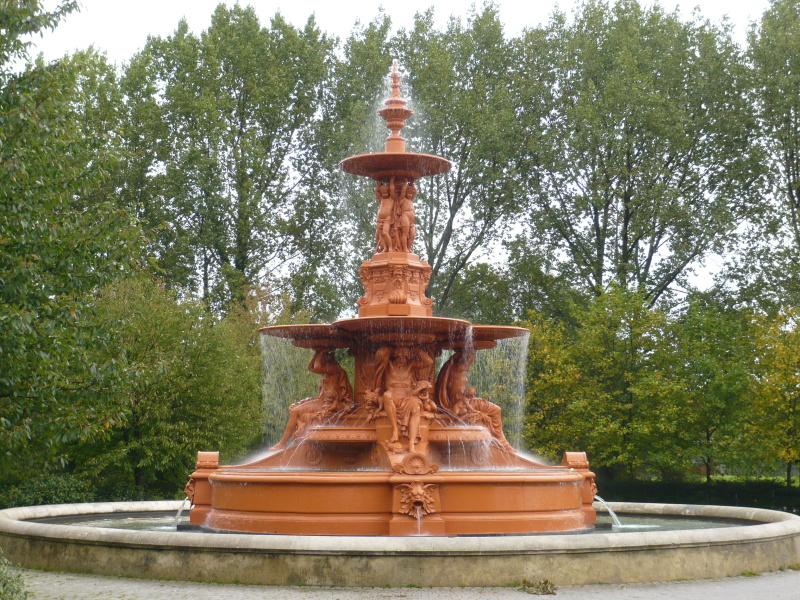
Фонтан у парку Вікторія міста Ешфорд[ru] був експонатом виставки 1862 року
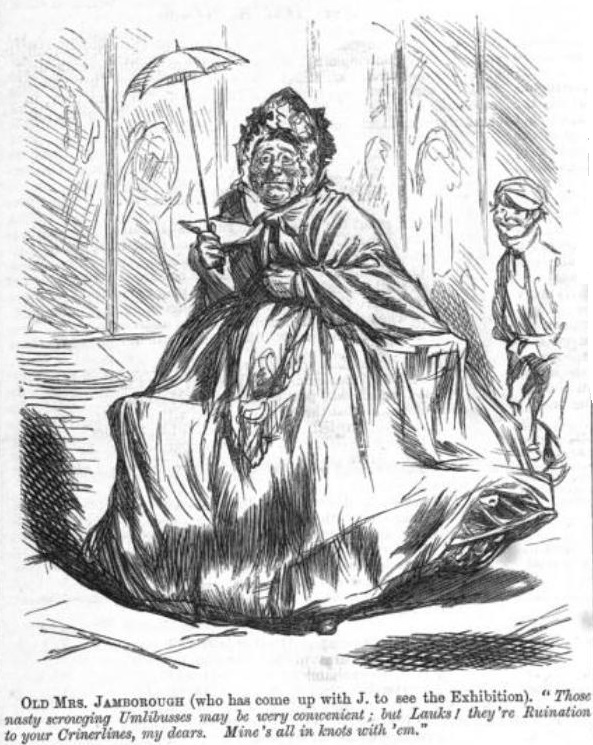
Стара Місіс Джембороу. Сатира на модні тоді криноліни
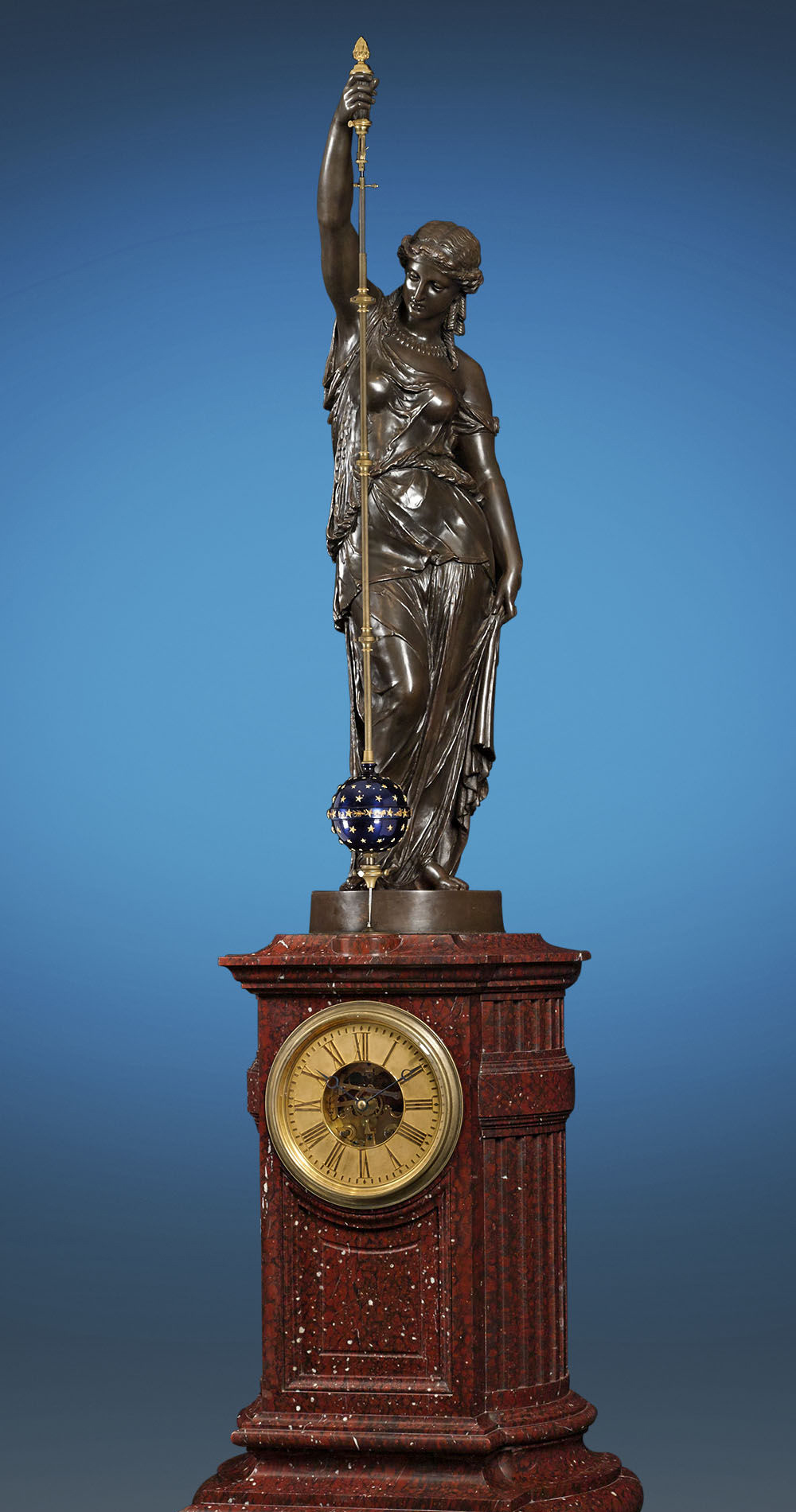
Скульптура Уранії руки Кар'є-Белюза, що вінчає годинник майстра Ежена Фарко[en]. Виготовлено для всесвітньої виставки 1862 року в Лондоні